# ガリア群 (衛星)

ガリア群に属する4つの衛星の1980年から2020年までの軌跡を示したアニメーション。摂動の影響で周回する度に軌道が変化しているのがわかる。
土星·
アルビオリックス·
ベブヒオン·
エリアポ·
タルボス

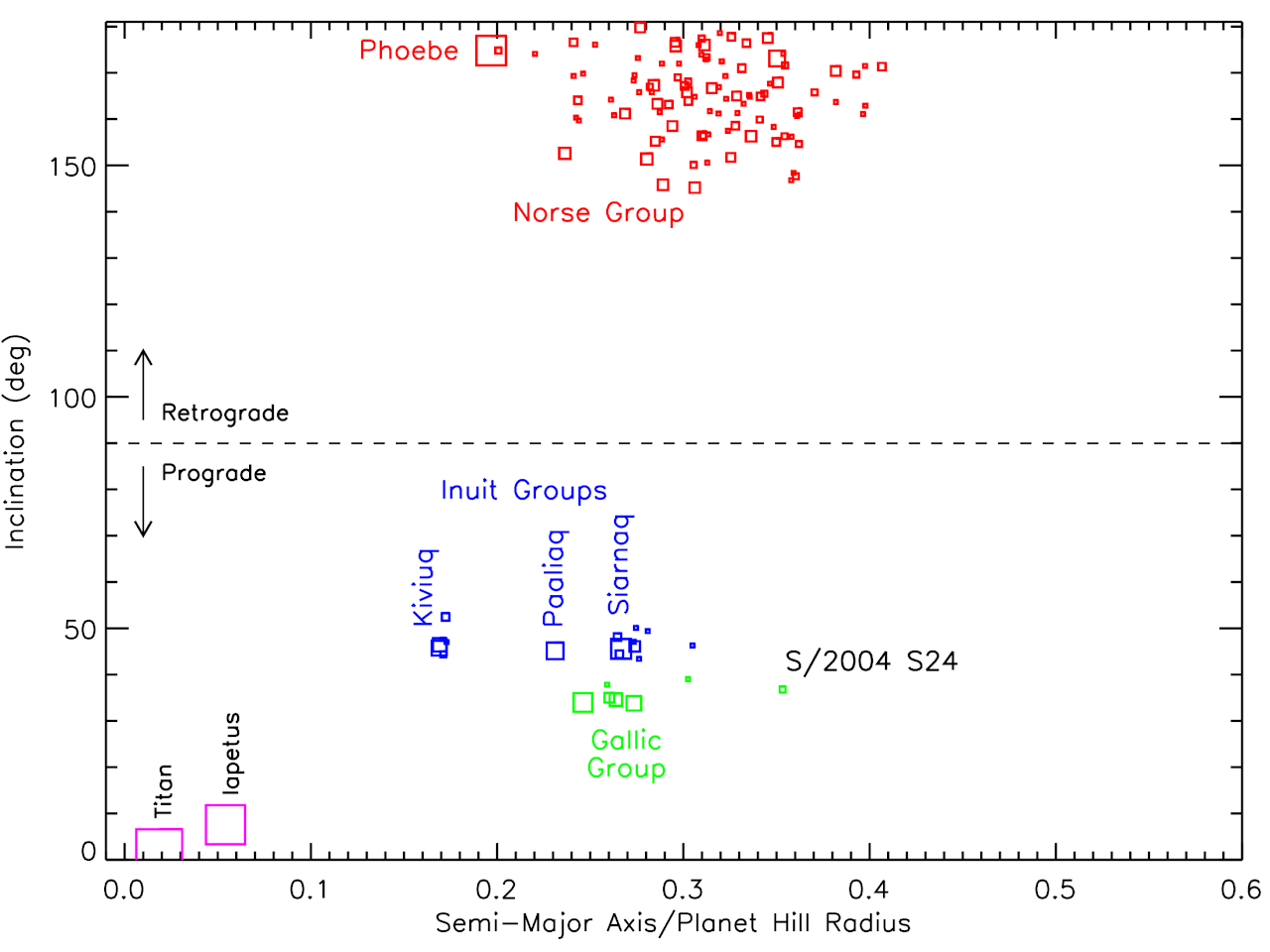
土星の不規則衛星の軌道要素を表した図。縦軸が土星の赤道面に対する軌道傾斜角、横軸が土星からの軌道長半径を表す。横軸の軌道長半径の目盛は、土星のヒル半径を1としている。ガリア群に属する衛星は図の中央下にある緑色の集団として示されている。

ガリア群（がりあぐん、英語: Gallic group）とは、土星の外部を公転している不規則衛星のうち、土星からの平均軌道長半径が1600万 - 1900万 km で、平均軌道傾斜角が37度前後で、平均軌道離心率が 0.46 - 0.53 程度と比較的大きい、順行軌道をとるグループである。

## 概要
2023年現在、このグループに属する衛星として以下の7個が発見されている。
- アルビオリックス (S/2000 S 11)[2]
- S/2007 S 8[2]
- ベブヒオン (S/2004 S 11)[2]
- S/2004 S 29[3]
- エリアポ (S/2000 S 10)[2]
- タルボス (S/2000 S 4)[2]
- S/2020 S 4[4]

これらのうち、アルビオリックスは推定直径が 28.6 km であり、ガリア群の衛星の中では最大である。S/2004 S 29 の発見者の一人であり、数多くの衛星を発見したスコット・S・シェパードは S/2004 S 29 と S/2020 S 4 の2つをイヌイット群（軌道傾斜角が45度前後）に分類しているが、ジェット推進研究所 (JPL) の5,000年以上の時間スケールによる数値積分で平均化された軌道要素では両者の軌道傾斜角はそれぞれ38.6度と40.1度となっており、これはイヌイット群よりもガリア群に近い。
このほか、2019年に報告された S/2004 S 24 と2023年に報告された S/2006 S 12 もガリア群に類似した軌道要素を持っている。しかし、ガリア群に属する他の衛星と比べると、遥かに遠方を公転する軌道を持つ。そのため、かつては内側にあったものが外側に移動してきたものか、あるいはそもそもガリア群には属さない衛星である可能性もある。
ガリア群の衛星の固有名は、国際天文学連合 (IAU) の命名委員会で、ガリア神話に登場する神などの名前から命名されている。

## 物理的特徴と起源
ガリア群の衛星は軌道要素が類似しているため、共通の起源を持っていることが発見直後から予想されており、単一の天体が衝突・破壊を起こした破片からガリア群が形成された可能性があると考えられている。
その後の観測から、ガリア群の衛星の表面はどれも似た淡い赤色を示すことが分かっており、色指数は B-V=0.91、V-R=0.48 と測定されている。また赤外線でのスペクトル指数も類似していることが分かっている。
最近の観測では、ガリア群の最大の衛星であるアルビオリックスの表面は異なる2つの色を示すことが分かっている。片方の色はエリアポとタルボスの表面と似ているが、もう片方はあまり赤みの無い色をしている。このことから、エリアポとタルボスはアルビオリックスへの天体衝突によって発生した破片であり、衝突の際に赤みの薄いクレーターを形成した結果としてアルビオリックスの模様が出来た可能性が示唆されている。このような衝突を起こすためには、アルビオリックスに衝突した天体はサイズが 1 km 以上、相対速度は 5 km/s である必要があり、その結果として半径 12 km の大きなクレーターを形成する。同じ土星の衛星であるフェーベの表面には多数の大きなクレーターが発見されており、土星周辺では過去にこのような天体衝突が頻発していたことを示している。